# Ружа (Лодзинське воєводство)
Ружа (пол. Róża) — село в Польщі, у гміні Добронь Паб'яницького повіту Лодзинського воєводства.
Населення — 175 осіб (2011).
У 1975-1998 роках село належало до Серадзького воєводства.

## Демографія
Демографічна структура станом на 31 березня 2011 року:
|          | Загалом | Допрацездатний вік | Працездатний вік | Постпрацездатний вік |
| -------- | ------- | ------------------ | ---------------- | -------------------- |
| Чоловіки | 85      | 20                 | 53               | 12                   |
| Жінки    | 90      | 14                 | 48               | 28                   |
| Разом    | 175     | 34                 | 101              | 40                   |